# Bahnstrecke Linz–Gaisbach-Wartberg
| Bahnstrecke Linz–Gaisbach-Wartberg und Abschnitt Gaisbach-Wartberg–České Budějovice der Bahnstrecke St. Valentin–České Budějovice |                      |                                                   |                                                   |
| Streckennummer: | 221 01               |                                                   |                                                   |
| Kursbuchstrecke (ÖBB): | 141                  |                                                   |                                                   |
| Streckenlänge: | 26,738 km            |                                                   |                                                   |
| Spurweite: | 1435 mm (Normalspur) |                                                   |                                                   |
| Stromsystem: | 15 kV 16,7 Hz ~      |                                                   |                                                   |
| Maximale Neigung: | 16 ‰                 |                                                   |                                                   |
| Minimaler Radius: | 251 m                |                                                   |                                                   |
| Streckengeschwindigkeit: | 90 km/h              |                                                   |                                                   |
| |                      |                                                   |                                                   |
| \| \| \| von Salzburg Hbf \| \| \| \| \| von Selzthal \| \| \| \| \| von Peuerbach \| \| \| \| 188,440 \| Linz Hbf \| Linz Hbf \| \| \| 187,119 187,170 \| Fehlerprofil (+51 m) \| Fehlerprofil (+51 m) \| \| \| 187,100 1,380 \| km-Bruch \| km-Bruch \| \| \| \| nach Linz Vbf Ost (ehem. Stw 19) u. Linz Vbf West \| \| \| \| \| A7 Mühlkreis Autobahn \| \| \| \| 3,162 \| Linz Franckstraße \| 258 m ü. A. \| \| \| 3,196 3,230 \| Fehlerprofil (-34 m) \| Fehlerprofil (-34 m) \| \| \| \| Donau \| \| \| \| ~5,000 \| Windegg \| Windegg \| \| \| 6,274 \| Steyregg \| 252 m ü. A. \| \| \| 8,766 \| Pulgarn \| 251 m ü. A. \| \| \| 14,052 \| St. Georgen an der Gusen \| St. Georgen an der Gusen \| \| \| \| Schleppbahn KZ Gusen (1943–1955) \| \| \| \| 15,071 \| St. Georgen an der Gusen Ort \| 254 m ü. A. \| \| \| 18,896 \| Lungitz \| 285 m ü. A. \| \| \| 22,169 \| Katsdorf \| 321 m ü. A. \| \| \| 26,373 19,802 \| km-Bruch \| km-Bruch \| \| \| \| von St. Valentin \| \| \| \| 20,190 \| Gaisbach-Wartberg \| 371 m ü. A. \| \| \| \| nach České Budějovice \| \| |                      |                                                   |                                                   |
| Strecke |                      | von Salzburg Hbf                                  | von Salzburg Hbf                                  |
| Abzweig geradeaus und von rechts |                      | von Selzthal                                      | von Selzthal                                      |
| Abzweig geradeaus und von links |                      | von Peuerbach                                     | von Peuerbach                                     |
| Bahnhof | 188,440              | Linz Hbf                                          | Linz Hbf                                          |
| Kilometer-Wechsel | 187,119 187,170      | Fehlerprofil (+51 m)                              | Fehlerprofil (+51 m)                              |
| Kilometer-Wechsel | 187,100 1,380        | km-Bruch                                          | km-Bruch                                          |
| Abzweig geradeaus, nach rechts und von rechts |                      | nach Linz Vbf Ost (ehem. Stw 19) u. Linz Vbf West | nach Linz Vbf Ost (ehem. Stw 19) u. Linz Vbf West |
| Strecke mit Straßenbrücke |                      | A7 Mühlkreis Autobahn                             | A7 Mühlkreis Autobahn                             |
| Bahnhof | 3,162                | Linz Franckstraße                                 | 258 m ü. A.                                       |
| Kilometer-Wechsel | 3,196 3,230          | Fehlerprofil (-34 m)                              | Fehlerprofil (-34 m)                              |
| Brücke über Wasserlauf |                      | Donau                                             | Donau                                             |
| ehemaliger Haltepunkt / Haltestelle | ~5,000               | Windegg                                           | Windegg                                           |
| Bahnhof | 6,274                | Steyregg                                          | 252 m ü. A.                                       |
| Haltepunkt / Haltestelle | 8,766                | Pulgarn                                           | 251 m ü. A.                                       |
| Bahnhof | 14,052               | St. Georgen an der Gusen                          | St. Georgen an der Gusen                          |
| Abzweig geradeaus und ehemals nach rechts |                      | Schleppbahn KZ Gusen (1943–1955)                  | Schleppbahn KZ Gusen (1943–1955)                  |
| Haltepunkt / Haltestelle | 15,071               | St. Georgen an der Gusen Ort                      | 254 m ü. A.                                       |
| Bahnhof | 18,896               | Lungitz                                           | 285 m ü. A.                                       |
| Haltepunkt / Haltestelle | 22,169               | Katsdorf                                          | 321 m ü. A.                                       |
| Kilometer-Wechsel | 26,373 19,802        | km-Bruch                                          | km-Bruch                                          |
| Abzweig geradeaus und ehemals von rechts |                      | von St. Valentin                                  | von St. Valentin                                  |
| Bahnhof | 20,190               | Gaisbach-Wartberg                                 | 371 m ü. A.                                       |
| Strecke |                      | nach České Budějovice                             | nach České Budějovice                             |

Die Bahnstrecke Linz–Gaisbach-Wartberg ist eine eingleisige Hauptbahn in Österreich. Sie verbindet die oberösterreichische Landeshauptstadt Linz mit Gaisbach-Wartberg. Die Strecke ist Teil der Fernverbindung von Linz über České Budějovice (Budweis) nach Prag.
Die Strecke wurde von der k.k. privilegierten Kaiserin-Elisabeth-Bahn (KEB) als Ersatz für die Pferdeeisenbahn Linz–Budweis errichtet und später von den k.k. Staatsbahnen betrieben. Heute gehört sie zum Netz der Österreichischen Bundesbahnen (ÖBB).
Zusammen mit dem Abschnitt von Gaisbach-Wartberg bis zur Staatsgrenze bei Summerau der Bahnstrecke St. Valentin–České Budějovice bildet sie die ÖBB-Strecke 221 01, die auch als Summerauer Bahn bekannt ist.

## Geschichte
1854 beschäftigte sich die Erste Eisenbahngesellschaft mit der Einführung des Lokomotivbetriebes und führte zwischen Linz und Gmunden erste Probefahrten auf der Pferdeeisenbahn durch. Obwohl die Flachschienen den Belastungen nicht standhielten und zahlreiche Schienenbrüche die Folge waren, beschloss man, ab 1855 wegen der größeren Wirtschaftlichkeit zwischen Linz und Gmunden auf Lokomotivbetrieb umzustellen. Dazu wurden die Flachschienen durch Hochschienen ausgetauscht. Es zeigte sich aber auch, dass die Trassierung und die Steigungen zwischen Linz und Budweis für eine allfällige Umstellung ungeeignet waren. Diese Erfahrungen berücksichtigend, entschloss man sich, die Strecke Linz–Budweis zunächst weiterhin als Pferdebahn zu betreiben.

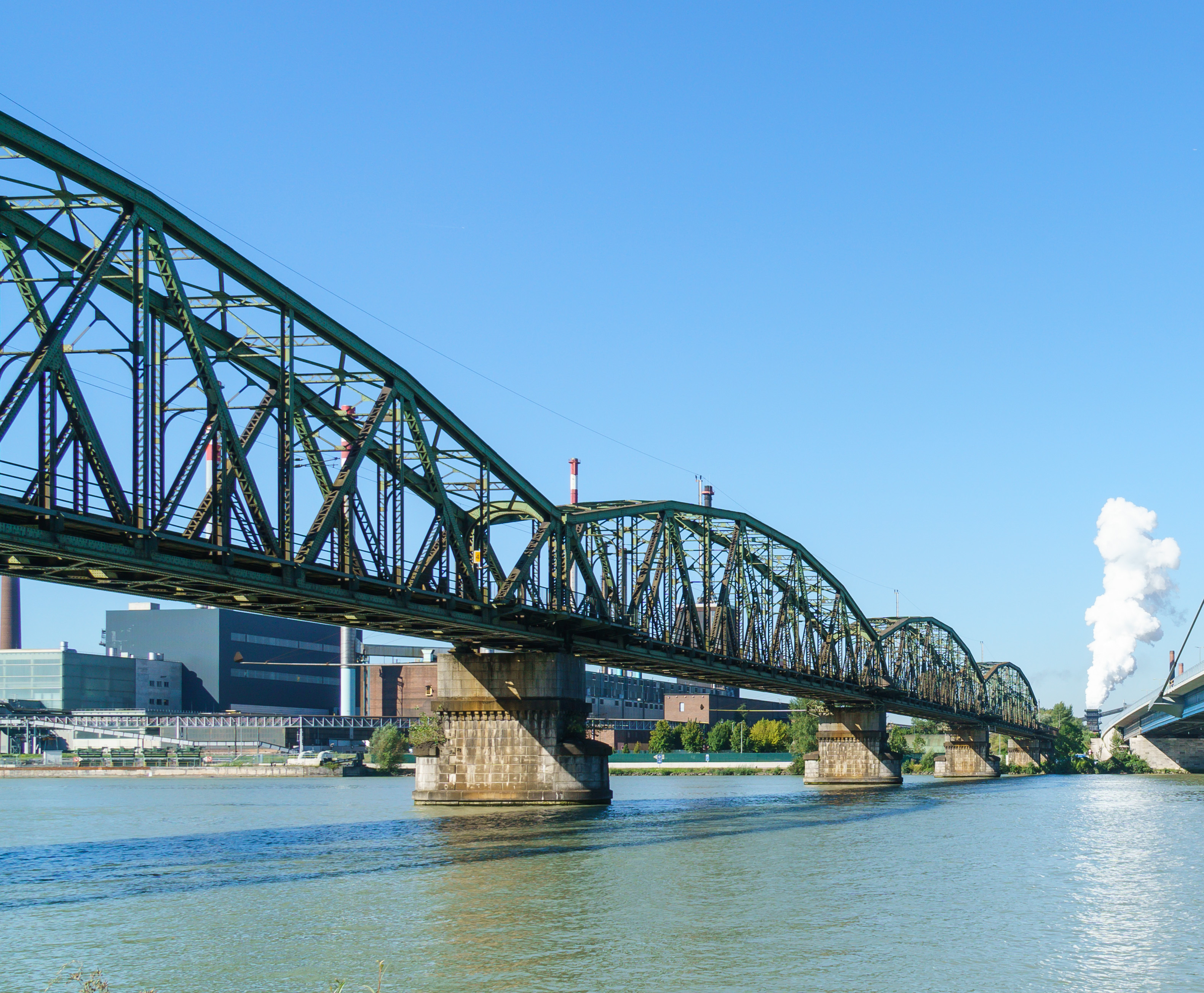
Donaubrücke in Linz (2017)

Nachdem die Kaiserin Elisabeth-Bahn (KEB) die Österreichische Westbahn errichtet hatte – Eröffnung Wien (Westbahnhof)–Linz am 15. Dezember 1858 –, bemühte sich die Gesellschaft auch um eine Konzession für eine Eisenbahnstrecke von St. Valentin nach Budweis. Diese wurde der Kaiserin-Elisabeth-Bahn mit der Auflage erteilt, dass mit einer Flügelstrecke auch Linz an diese Bahnstrecke angebunden werden müsse. St. Valentin wurde als Ausgangspunkt gewählt, weil man auch einen Anschluss an die am 15. August 1868 eröffnete Kronprinz-Rudolfs-Bahn (KRB) plante.
Entsprechend diesen Auflagen wurden 1871 die Strecken St. Valentin–Summerau–Budweis und 1872 Linz (Abzweigung Wächterhaus 850)–Gaisbach-Wartberg errichtet. Am 20. Dezember 1873 wurde die Strecke Abzweigung Wärterhaus 850–Gaisbach-Wartberg eröffnet. Am 17. Mai 1914 ging das eigene Streckengleis Linz Hbf–Abzweigung Wächterhaus 850 in Betrieb.
Im Kursbuch von 1901 schien der Fahrplan Nr. 97 mit der Strecke (Prag–Eger–)Budweis–Kl. Reifling(–Pontafel–Venedig–Rom) auf; direkte Züge fuhren nicht über Linz, sondern über den 1956 eingestellten Streckenteil Gaisbach-Wartberg–Mauthausen direkt nach St. Valentin, Steyr und Kleinreifling und zu südlicher gelegenen Zielbahnhöfen.
Seit Dezember 2016 verkehrt im Abschnitt Linz Hbf–Pregarten die S3 der S-Bahn Oberösterreich täglich zumindest im Stundentakt. Eine Verdichtung zum Halbstundentakt besteht zu nachfragestarken Zeiten montags bis freitags.
Von 2017 bis 2023 wurden alle Stationen mit Ausnahme der beiden Haltestellen Linz Franckstraße und Schloss Haus barrierefrei umgebaut und alle Bahnhöfe mit einem elektronischen Stellwerk ausgestattet. Seit November 2023 wird die gesamte Strecke von der Betriebsführungszentrale Linz (BFZ Linz) ferngesteuert.

## Zukunft der Bahn

### Zweigleisiger Ausbau Linz-St. Georgen/Gusen Hst
Seit dem Fall des Eisernen Vorhangs 1989 gibt es Pläne, die seitdem immer wichtiger werdende Nord-Süd-Verbindung großzügig auszubauen. Seit 2005 fördert die Europäische Kommission eine Studie zur Errichtung einer leistungsfähigen Schienenverbindung zwischen Linz und Prag, die die Summerauer Bahn einschließt. Die mittelfristige Realisierung schien gesichert, da der Abschnitt Teil des Prioritätsprojektes Nr. 22 der transeuropäischen Verkehrsnetzwerke ist. Der Ausbau sollte ursprünglich 2011 begonnen werden und bis 2017 abgeschlossen sein. Da aber die Mühlviertler Schnellstraße (S10) bereits 2015 fertiggestellt sein sollte (sie wurde im Dezember 2015 eröffnet), befürchtete man, dass großes Gütervolumen auf die Straße abwandern würde. Um das zu verhindern, drängte das Land Oberösterreich und wollte durch eine Vorfinanzierung erreichen, dass auch die Bahn beschleunigt gebaut und bis 2015 fertiggestellt wird. Dabei sollte von Linz bis zur Haltestelle St. Georgen an der Gusen ein zweigleisiger Ausbau (mit Ausnahme der Donaubrücke vor Steyregg) stattfinden. 2014 wurde bekannt, dass die Finanzierung auf Grund der EU-Stabilitätskriterien so nicht erfolgen darf, weshalb der Ausbau nun für die Jahre von 2020 an in Aussicht genommen wurde.
Konkrete Streckenausbauten sind derzeit nicht geplant, auch wenn das Güterverkehrsaufkommen auf der A7 (das „Straßen-Gegenstück“ zur Summerauer Bahn) 2018 um rund 23 % gestiegen ist. Auch das 2019 von der oberösterreichischen Landesregierung vorgestellte Bahn-Paket bis 2030 beinhaltet, mit Ausnahme der Attraktivierungsarbeiten an den Bahnhöfen und Haltestellen, keine Ausbaumaßnahmen.
Im Zusammenhang mit der Evaluierung des S10-Ausbaus bis Rainbach im Mühlkreis wurde vonseiten des Verkehrsministeriums im August 2021 eine Untersuchung des Baus einer Hochleistungsstrecke zwischen Linz und Prag angekündigt, der Bau könnte im Rahmen des Zielnetzes 2040 verwirklicht werden. Dabei soll die Fahrzeit zwischen den beiden Städten von vier auf zweieinhalb Stunden reduziert werden. Im Zielnetz 2040 wurde ein Ausbau der Bahn nicht mitaufgenommen. Untersuchungen bzw. Vorprojekte gemeinsam mit den Tschechischen Eisenbahnen würden fortgeführt und eine Umsetzung sei nach 2040 anzuordnen.

## Verkehr

### Nahverkehr

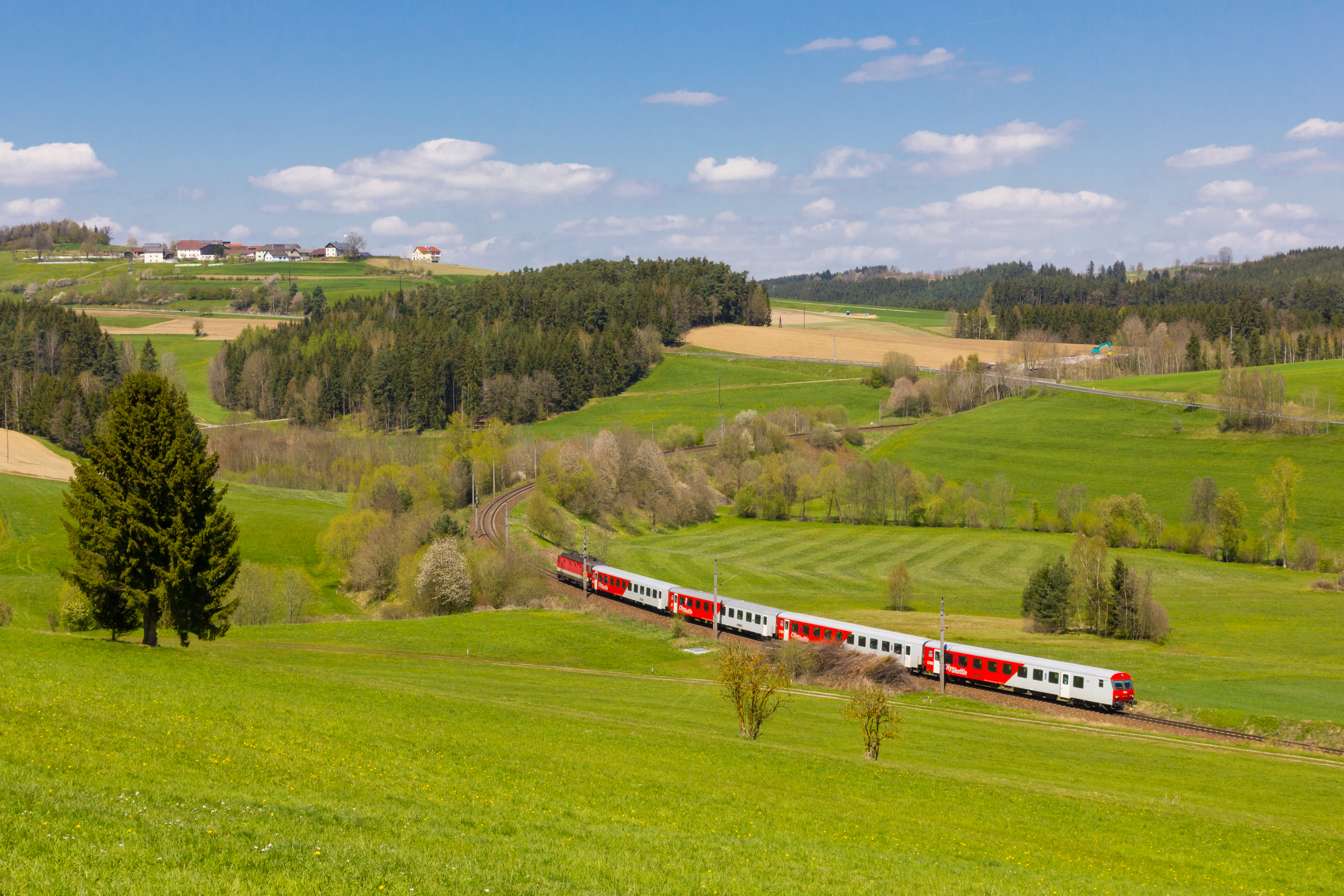
Personenzug bei Freistadt (2017)

Auf der Summerauer Bahn verkehrt im Abschnitt Linz – Pregarten die S3 der S-Bahn Oberösterreich im Stundentakt von 5 bis 23 Uhr. In der Hauptverkehrszeit (besonders morgens nach Linz und nachmittags/abends von Linz) wird der Stundentakt auf einen Halbstundentakt verdichtet. Zwischen Linz und Summerau besteht ein ganztägiger, teilweise durch EC-Züge realisierter, Zweistundentakt, der morgens Richtung Linz zu einem Halbstunden- und nachmittags von Linz zu einem Stundentakt verdichtet wird. Alle 2 Stunden verkehren Züge, die nach Summerau kommen, weiter nach Tschechien. Bei den auf der Summerauer Bahn im S-Bahn-Verkehr eingesetzten Zügen handelt es sich um Triebwagen des Typs Bombardier Talent bzw. Siemens Desiro ML. Den grenzüberschreitenden Regionalverkehr nach Budweis übernehmen CityShuttle-Wendezüge.

### Fernverkehr
Zusätzlich zu den Regionalzügen zwischen Linz und Budweis verkehren täglich vier EC-Züge zwischen Linz und Prag. Die Fahrzeit auf dieser Relation beträgt 3 Stunden 45 Minuten. Im Abschnitt Linz-Budweis ergibt sich damit ein ganztägiger Zweistundentakt. Für die nach Prag geführten Züge kommen Fernverkehrswagen der CD (mit 1. und 2. Klasse sowie Speisewagen) zum Einsatz.
Zwischen Dezember 2016 und Dezember 2024 wurde die Bahnstrecke von den internationalen Nachtzügen EN 50466 (Prag–Zürich) und EN 50467 (Zürich–Prag) befahren. Diese Züge bestehen aus einem Kurswagen, der zwischen Linz und Prag mit dem ersten bzw. letzten EC verkehrt. Seit Fahrplan 2025 fahren die Kurswagen dieses Nachtzugpaares über Dresden.